# Fundacionalismo

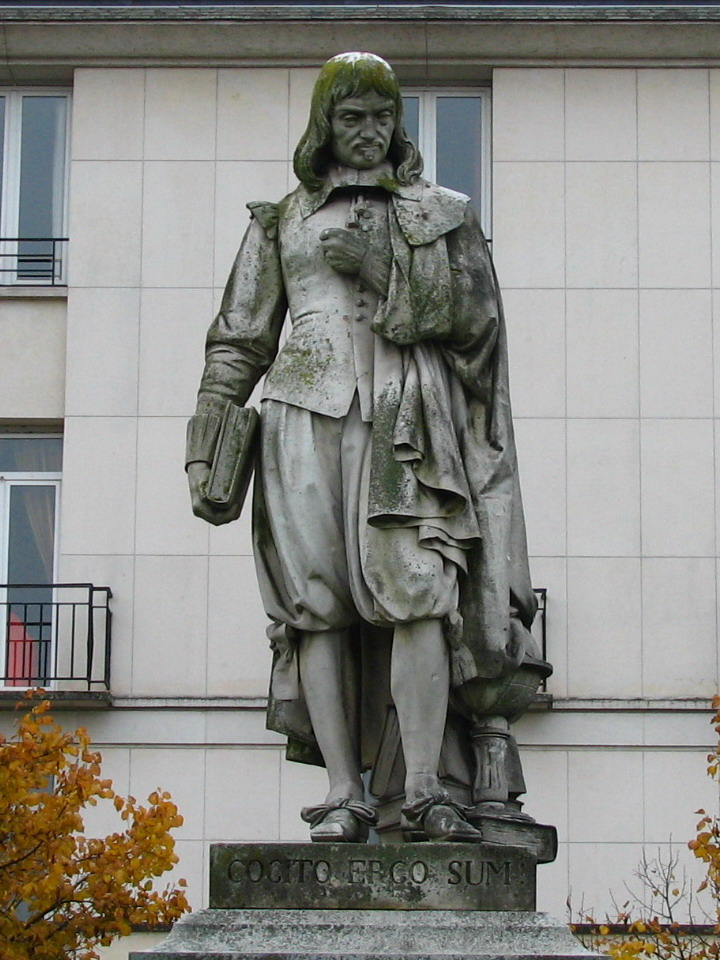
René Descartes; Cogito ergo sum, pienso luego existo.

El Fundacionalismo es una teoría del conocimiento en gnoseología y en epistemología (concretamente en la teoría de la justificación) que consiste en la identificación de un conjunto de creencias de las que se tiene certeza (denominadas creencias básicas o creencias fundacionales) para emplear este conjunto en la fundamentación de otras nuevas creencias.
De esta forma el fundacionalismo consiste en sostener las siguientes premisas. Se intenta con esta teoría resolver el problema regresivo planteado en epistemología denominado diallelus. Una creencia cualquiera, según esta teoría, se apoya en otras creencias, y éstas, sucesivamente en otras hasta que se alcanza a las creencias fundacionales (razón fundacional). Dichas creencias son tan evidentes que todo el mundo las acepta: auto-evidencias (o proposición autoevidente) así como infalibles. Las creencias que no son básicas se denominan derivadas o superestructurales. La estructura de las creencias es piramidal, estando en la base de las mismas las creencias básicas o auto-evidentes.

## Variedades
Cualquier filósofo que haya pretendido encontrar los fines últimos del obrar y del saber humano es considerado fundacionalista. De esta forma Platón, Aristóteles, San Agustín son categorizados de esta forma. No obstante la división principal entre los fundacionalistas se realiza en dos grupos: los internalistas y los externalistas. Los filósofos fundacionalistas internalistas creen que las razones básicas proceden de eventos mentales, o estados. Tal y como pueden ser las experiencias. Los filósofos fundacionalistas externalistas (denominados confiabilistas) se fundamentan en la idea de que las evidencias básicas pueden ser ciertas no teniendo por qué ser consciente de las características peculiares que justifican su creencia. Según los filósofos externalistas, es posible poseer algún tipo de conocimiento aunque se fuera incapaz de justificar la creencia a través de la introspección y la reflexión.